# Chiesa dell'Esaltazione della Santa Croce (Kazan')
La chiesa dell'Esaltazione della Santa Croce (in russo Храм Воздвижения Святого Креста?, Chram Vozdviženija Sjatovo Kresta; in tataro Изге Хачны Күтәрү гыйбадәтханәсе, İzge Xaçnı Kütärü ğıybadätxanäse) è una chiesa cattolica di Kazan', in Russia. Fa parte della diocesi di San Clemente a Saratov guidata dal vescovo Clemens Pickel.

## Storia e descrizione
I primi cattolici della storia di Kazan' giunsero nella capitale tatara nel XVIII secolo. Si trattava soprattutto di persone di origine tedesca e baltica. Nel 1835 nacque ufficialmente una parrocchia cattolica guidata da sacerdoti polacchi. A causa della mancanza di una chiesa in cui svolgere stabilmente le funzioni religiose, i fedeli erano costretti a cambiare spesso il proprio luogo di riunione.
Nel 1855 la comunità cattolica chiese ed ottenne di poter costruire una chiesa in città, a condizione che la fisionomia esterna dell'edificio non si distinguesse eccessivamente dalle strutture circostanti e che non possedesse caratteristiche architettoniche marcatamente cattoliche. La chiesa fu ultimata in tre anni ed il 1º novembre 1858 fu consacrata in onore dell'Esaltazione della Santa Croce.

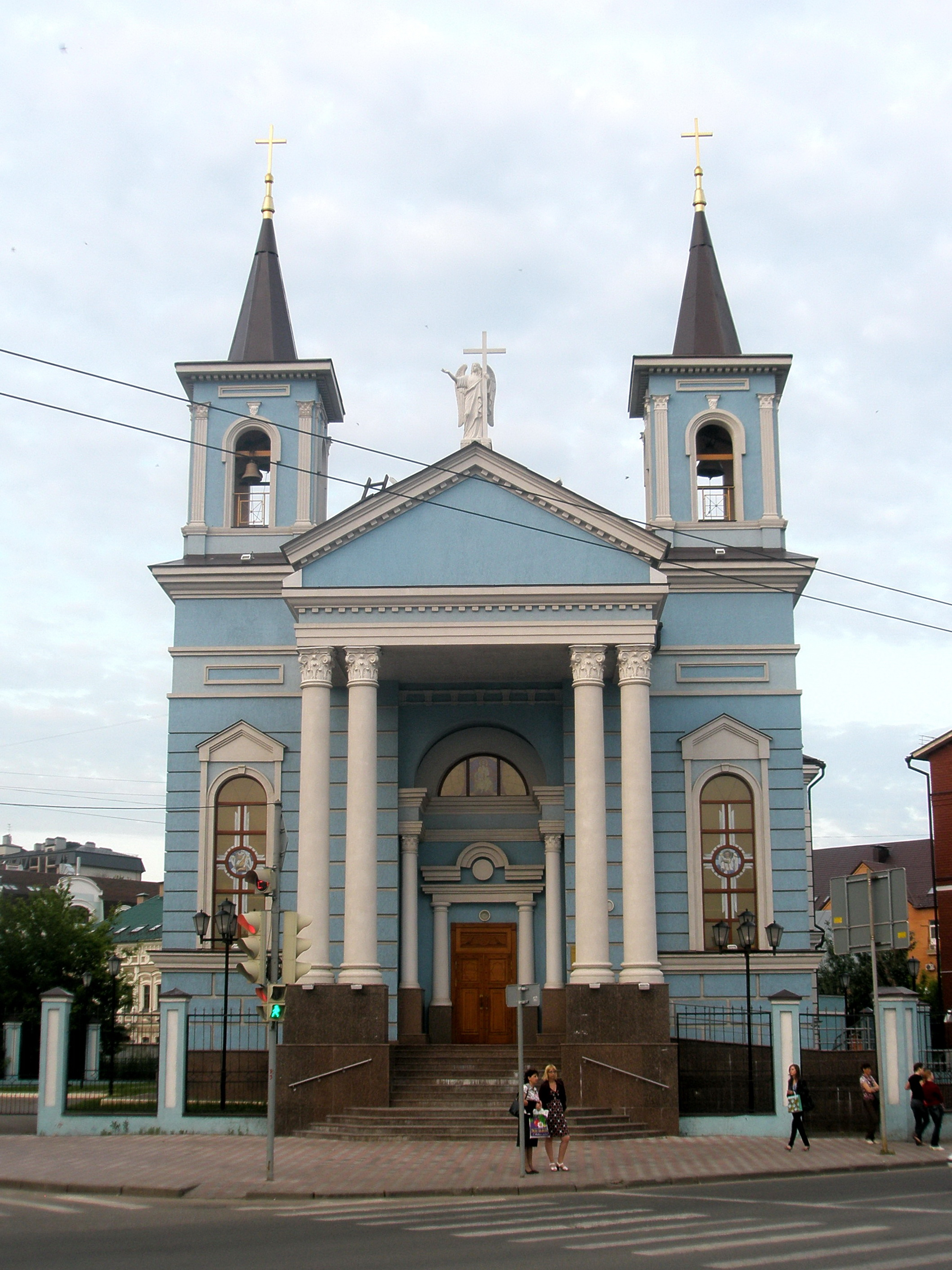
La facciata della chiesa

Secondo un censimento del 1897, a Kazan' e dintorni vivevano 1591 uomini e 433 donne di fede cattolica. Tra i cattolici della città vi furono anche personaggi illustri, come il linguista Mikołaj Kruszewski, l'orientalista Józef Kowalewski ed alcuni professori dell'Università di Kazan'.
Nel 1905 un decreto dello zar Nicola II consentì l'instaurazione di un clima maggiormente favorevole alla tolleranza religiosa. Grazie ad esso furono abrogate numerose restrizioni legate alla costruzione di chiese non ortodosse. In questo periodo vennero quindi avviati degli interventi architettonici che modificarono significativamente la fisionomia dell'edificio. Il 14 settembre 1908 la chiesa venne riconsacrata. Allo stesso tempo fu inaugurata una scuola parrocchiale. La maggior parte degli oggetti liturgici e decorativi furono venduti dai sovietici nel 1921. Nel 1927 la chiesa fu chiusa al culto. Successivamente venne utilizzata come laboratorio tecnico dell'Università ed al suo interno fu installata una galleria del vento.
La parrocchia fu ricostituita nel 1995 ma la chiesa non fu restituita alla comunità cattolica. I funzionari della città autorizzarono però l'utilizzo di una piccola cappella sita in uno dei cimiteri cittadini. Una volta restaurata, la cappella fu consacrata dal vescovo Pickel nel 1998. Qualche anno dopo, a causa della difficoltà dovuta alla rimozione della galleria del vento dalla vecchia chiesa, le autorità cittadine decisero di assegnare alla comunità cattolica un terreno nel centro di Kazan'. La costruzione dell'attuale struttura iniziò nel 2005 e si concluse tre anni dopo.
Il 29 agosto 2008 la chiesa fu consacrata con una cerimonia guidata dal decano del collegio cardinalizio Angelo Sodano, alla presenza del vescovo Clemens Pickel, del nunzio apostolico Antonio Mennini e di altri gerarchi. La consacrazione avvenne esattamente 150 anni dopo la consacrazione della prima chiesa cattolica di Kazan'. L'edificio è costruito nei canoni dell'architettura neoclassica ed è fortemente ispirato al modello della chiesa costruita nel 1855.